# ستالين موتا
ستالين موتا (بالإسبانية: Stalin Motta)‏ هو لاعب كرة قدم كولومبي في مركز الوسط، ولد في 28 مارس 1984 في بوغوتا في كولومبيا. شارك مع منتخب كولومبيا لكرة القدم. أما مع النوادي، فقد لعب مع أتلتيكو ناسيونال.

## وصلات خارجية
- ستالين موتا على موقع قاعدة بيانات كرة القدم.إي يو (الإنجليزية)
- ستالين موتا على موقع ناشيونال فوتبول تيمز (الإنجليزية)
- ستالين موتا على موقع Soccerway.com (الإنجليزية)
- ستالين موتا على موقع AS.com (الإسبانية)